# 단쇼쿠 디노

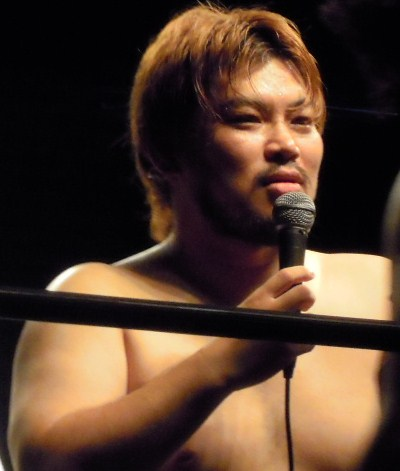
단쇼쿠 디노

단쇼쿠 디노(일본어: 男色ディーノ, 1977년 5월 18일 ~ )는 일본의 프로 레슬러이다. 히로시마현 도요타군 세토다 정 (현 오노미치시) 출신으로, DDT 프로레슬링 소속이다. 링네임은 만화 《돌격! 남자훈련소》의 등장인물 디노 남작에서 유래한다.